# Curvidigitus daphniphylli
Curvidigitus daphniphylli är en svampart som beskrevs av Sawada 1943. Curvidigitus daphniphylli ingår i släktet Curvidigitus, divisionen sporsäcksvampar och riket svampar.   Inga underarter finns listade i Catalogue of Life.